# Ordre du Mérite maritime
L’ordre du Mérite maritime est un ordre honorifique français créé le 9 février 1930 à l'instigation de Louis Rollin, alors ministre de la Marine marchande, afin de récompenser la valeur professionnelle des marins et le mérite de citoyens qui se sont distingués par des services particuliers pour le développement et le rayonnement des activités maritimes.

## Historique
Institué en 1930 en France, après plus de 20 ans de débats au Parlement, l'ordre du Mérite maritime voulait distinguer les risques encourus et les services rendus par les gens de mer ; il soulignait de plus l’importance du rôle économique de la marine marchande pour le pays. Cet ordre fut réorganisé en 1948 une première fois, puis une nouvelle fois par décret le 17 janvier 2002.

## Conseil de l'ordre
Le conseil de l'ordre comprend :
- le ministre chargé de la mer, président ;
- le ministre chargé de la pêche maritime ;
- un membre du conseil de l'ordre de la Légion d'honneur, vice-président, proposé par le grand chancelier ;
- un conseiller d'État, proposé par le vice-président du Conseil d'État ;
- un officier général de la marine nationale, proposé par le ministre des armées ;
- l'inspecteur général des affaires maritimes ;
- un directeur d'administration centrale au ministère chargé de la mer.

Il est chargé de l'examen des dossiers de proposition, des promotions et de la discipline de l'ordre. Le secrétariat est composé du chef du bureau du cabinet du ministre et d'un secrétaire adjoint nommé par le ministre.

## Grades
L'ordre comprend les grades de chevalier, d'officier et de commandeur.

## Prise de rang dans l'ordre
La prise de rang (nomination ou promotion effective) dans l'ordre du Mérite maritime intervient dès la signature de l'arrêté par le ou la ministre relevant de la Mer, contrairement aux deux ordres nationaux de la Légion d'honneur et du Mérite, pour lesquels celle-ci n'a lieu que le jour de la remise des insignes.

## Contingents
Les croix sont réparties en trois contingents :
- contingent A - personnel navigant de la marine marchande, des administrations civiles de l'État, et les équipages des canots de sauvetage ;
- contingent B - personnel militaire du ministère des armées ;
- contingent C - personnes s'étant distinguées dans le domaine maritime.

L'arrêté du 12 novembre 2024 fixe le nombre de croix total des contingents du Mérite maritime pour l'année 2025 à 447, soit :
- 370 chevaliers ;
- 65 officiers ;
- 12 commandeurs.

Les insignes décernés aux ressortissants étrangers le sont hors contingents.

## Conditions d'attribution
Pour être nommé chevalier, il faut relever de l'un de ces trois contingents et justifier de dix ans, au moins de services ou d'activités. La durée des services accomplis dans la marine nationale est comprise dans le calcul de ces dix années.
Les services exceptionnels nettement caractérisés dans le domaine maritime, en particulier les actes d'héroïsme et de dévouement accomplis à la mer, peuvent dispenser des conditions de durée de services, sous la réserve expresse de ne franchir aucun grade.
La croix du Mérite maritime peut être conférée à titre posthume.
Enfin, par dérogation, peut être nommée ou promue dans l'ordre à titre exceptionnel et hors contingent une personne décédée ou grièvement blessée à la mer dès lors que son décès ou ses blessures sont en lien direct avec l'accomplissement d'une mission de service public, un acte d'assistance ou de sauvetage ou l'exercice d'une activité professionnelle.
Le ministre chargé de la Mer ainsi que le ministre chargé de la pêche maritime (généralement le ministre de l'Agriculture) sont de droit commandeurs de l'ordre du Mérite maritime dès leur prise de fonction depuis 2002,.

## Insigne
L'insigne se présente sous la forme d'une rose des vents à seize branches, sur laquelle est appliquée une ancre et dont les huit branches principales sont ornées d'émail blanc. À l'avers, une effigie de la République est représentée entourée un cercle d'émail bleu et portant les inscriptions « République française » tandis que le revers porte la mention « Mérite maritime ». Le ruban est bleu avec deux bandes vertes plus fines sur les côtés dans le sens de la longueur. 

Chevalier.
Officier.
Commandeur.

## Personnalités décorées
Parmi les personnes distinguées figurent notamment : l'explorateur Jacques-Yves Cousteau ; les navigateurs et navigatrices Éric Tabarly, Gérard d'Aboville, Olivier de Kersauson, Michel Desjoyeaux, Catherine Chabaud, Isabelle Autissier, Titouan Lamazou, Jean Le Cam, Clarisse Crémer ; l'écrivain-aventurier Patrice Franceschi ; l'armateur Jacques Saadé ; le résistant et homme d'État René Pleven ; la présidente de la Banque centrale européenne Christine Lagarde ; le ministre de l’Économie et des Finances sous la présidence Macron Bruno Le Maire ; le prince Albert de Monaco, le journaliste et fondateur de l'émission télévisée Thalassa Georges Pernoud et enfin le plongeur français Bertrand Sciboz